# Traité sur le fonctionnement de l'Union européenne
Pour les articles homonymes, voir Traité de Rome et TFUE (homonymie).
Le traité sur le fonctionnement de l'Union européenne (TFUE), aussi appelé traité de Rome, est l'un des deux traités fondamentaux des institutions politiques de l'Union européenne avec le traité sur l'Union européenne. Il portait à sa création le 25 mars 1957 le nom de traité instituant la Communauté économique européenne, jusqu'à la signature du traité sur l'Union européenne le 7 février 1992 qui en modifia son contenu et le renomma en traité instituant la Communauté européenne. Il fut à nouveau modifié en profondeur à la signature du traité de Lisbonne le 13 décembre 2007 et devint le traité sur le fonctionnement de l'Union européenne.

## Historique

### Origines
Nommé à l'origine « Traité instituant la Communauté économique européenne », il a constitué l’acte fondateur de la Communauté économique européenne (CEE). Il a été signé le 25 mars 1957 dans la salle des Horaces et des Curiaces du Capitole à Rome, par l’Allemagne, la France, l’Italie et les trois pays du Benelux : Belgique, Luxembourg et Pays-Bas, les délégations ayant la volonté de s'engager dans un processus irréversible. Selon son préambule, le traité vise notamment à « établir les fondements d'une union sans cesse plus étroite entre les peuples européens ».
Le même jour, les mêmes pays ont signé le traité Euratom.
Toutes les ratifications ayant été acquises à la fin de l'année 1957, le traité a pu entrer en vigueur dès le 1er janvier 1958. Il a institué le marché commun européen et a défini les bases de la politique agricole commune mise en œuvre en 1962.

### Modifications
Le traité de Maastricht du 7 février 1992 a renommé la Communauté économique européenne en Communauté européenne. Le nom du traité est donc devenu officiellement : « traité instituant la Communauté européenne ».
Le traité a été modifié à plusieurs reprises :
- l’Acte unique européen, signé en 1986 à Luxembourg, est entré en vigueur le 1er juillet 1987 ;
- le traité de Maastricht, signé le 7 février 1992, est entré en vigueur le 1er novembre 1993, instituant l’Union européenne ;
- le traité d'Amsterdam, signé le 2 octobre 1997, est entré en vigueur le 1er mai 1999, modifiant le traité sur l’Union européenne, les traités instituant respectivement la Communauté européenne, la Communauté européenne du charbon et de l'acier et la Communauté européenne de l'énergie atomique (insertion d'un article 16 sur les services d'intérêt économique général) et certains actes connexes ;
- le traité de Nice, signé le 26 février 2001, est entré en vigueur le 1er février 2003 ;
- le traité de Rome de 2004, également appelé traité instituant une Constitution pour l'Europe, signé le 24 octobre 2004 par les chefs d'État membres de l’Union européenne. Ce traité n'est toutefois pas entré en vigueur par suite de son rejet par référendum en France et aux Pays-Bas en 2005 ;
- le traité de Lisbonne du 13 décembre 2007, entré en vigueur le 1er décembre 2009, modifie de nombreuses dispositions[Lesquelles ?] du traité CE et le renomme en « traité sur le fonctionnement de l'Union ».

### Chronologie de l'Union européenne
| Signature Entrée en vigueur Nom du traité | 1948 Traité de Bruxelles                                      | 1951 1952 Traité CECA                             | 1954 1955 Accords de Paris                            | 1957 1958 Traité de Rome (TCEE) Traité Euratom        | 1965 1967 Traité de fusion                            | 1975 1976 institution officieuse    | 1986 1987 Acte unique européen | 1992 1993 Traité de Maastricht (TUE et TCE) | 1992 1993 Traité de Maastricht (TUE et TCE) | 1997 1999 Traité d'Amsterdam (TUE et TCE) | 2001 2003 Traité de Nice (TUE et TCE) | 2007 2009 Traité de Lisbonne (TUE et TFUE) | 2007 2009 Traité de Lisbonne (TUE et TFUE) |  |  |  |  |  |  |  |  |
|                                           |                                                               |                                                   |                                                       |                                                       |                                                       |                                     |                                |                                             |                                             |                                           |                                       |                                            |                                            |  |  |  |  |  |  |  |  |
| Les trois piliers de l'Union européenne   |                                                               |                                                   |                                                       |                                                       |                                                       |                                     |                                |                                             |                                             |                                           |                                       |                                            |                                            |  |  |  |  |  |  |  |  |
| Communautés européennes                   |                                                               |                                                   |                                                       |                                                       |                                                       |                                     |                                |                                             |                                             |                                           |                                       |                                            |                                            |  |  |  |  |  |  |  |  |
|                                           | Communauté européenne de l'énergie atomique (Euratom)         |                                                   |                                                       |                                                       |                                                       |                                     |                                |                                             |                                             |                                           |                                       |                                            |                                            |  |  |  |  |  |  |  |  |
|                                           |                                                               |                                                   | Communauté européenne du charbon et de l'acier (CECA) | Communauté européenne du charbon et de l'acier (CECA) | Communauté européenne du charbon et de l'acier (CECA) | Dissoute en 2002                    | Dissoute en 2002               | Dissoute en 2002                            |                                             | Union européenne (UE)                     | Union européenne (UE)                 |                                            |                                            |  |  |  |  |  |  |  |  |
|                                           |                                                               |                                                   | Communauté économique européenne (CEE)                | Communauté économique européenne (CEE)                | Communauté économique européenne (CEE)                |                                     |                                | Communauté européenne (CE)                  | Communauté européenne (CE)                  | Union européenne (UE)                     | Union européenne (UE)                 |                                            |                                            |  |  |  |  |  |  |  |  |
|                                           |                                                               | TREVI                                             | TREVI                                                 | Justice et affaires intérieures (JAI)                 |                                                       |                                     |                                | Communauté européenne (CE)                  | Communauté européenne (CE)                  | Union européenne (UE)                     | Union européenne (UE)                 |                                            |                                            |  |  |  |  |  |  |  |  |
|                                           | Coopération policière et judiciaire en matière pénale (CPJMP) | TREVI                                             | TREVI                                                 | Justice et affaires intérieures (JAI)                 |                                                       |                                     |                                |                                             |                                             | Union européenne (UE)                     | Union européenne (UE)                 |                                            |                                            |  |  |  |  |  |  |  |  |
|                                           | Coopération politique européenne (CPE)                        | Politique étrangère et de sécurité commune (PESC) | Politique étrangère et de sécurité commune (PESC)     | Politique étrangère et de sécurité commune (PESC)     | Politique étrangère et de sécurité commune (PESC)     |                                     |                                |                                             |                                             | Union européenne (UE)                     | Union européenne (UE)                 |                                            |                                            |  |  |  |  |  |  |  |  |
| Union occidentale (UO)                    | Union occidentale (UO)                                        | Union de l'Europe occidentale (UEO)               | Union de l'Europe occidentale (UEO)                   | Union de l'Europe occidentale (UEO)                   | Union de l'Europe occidentale (UEO)                   | Union de l'Europe occidentale (UEO) |                                |                                             |                                             |                                           | Union européenne (UE)                 |                                            |                                            |  |  |  |  |  |  |  |  |
| Union occidentale (UO)                    | Union occidentale (UO)                                        | Union de l'Europe occidentale (UEO)               | Union de l'Europe occidentale (UEO)                   | Union de l'Europe occidentale (UEO)                   | Union de l'Europe occidentale (UEO)                   | Union de l'Europe occidentale (UEO) | Dissoute en 2011               |                                             |                                             |                                           |                                       |                                            |                                            |  |  |  |  |  |  |  |  |
|                                           |                                                               |                                                   |                                                       |                                                       |                                                       |                                     |                                |                                             |                                             |                                           |                                       |                                            |                                            |  |  |  |  |  |  |  |  |

## Contenu du traité
Le traité sur le fonctionnement de l'Union comprend sept parties, suivies de trente-sept protocoles et deux annexes. Par ailleurs, 65 déclarations d'États membres ont été annexées à l'acte final de la Conférence intergouvernementale qui a adopté le traité de Lisbonne.

### Les principes
La première partie contient :
- la définition du traité et son lien avec le traité sur l'Union européenne (article premier) ;
- la définition des compétences de l'Union : compétence exclusive, compétence partagée (articles 2 à 6) ;
- certains principes généraux de l'action de l'Union (article 7 à 17).

### Non-discrimination et citoyenneté de l'Union
La deuxième partie comprend des dispositions relatives au principe de non-discrimination au sein de l'Union et à la citoyenneté de l'Union (articles 18 à 25).

### Les politiques et actions internes de l'Union
La troisième partie apporte un fondement juridique aux grandes politiques et actions de l'Union (articles 26 à 197) : marché intérieur, libre circulation des marchandises, agriculture et pêche, libre circulation des personnes, des services et des capitaux, espace de liberté, de sécurité et de justice, transports, concurrence et fiscalité, politique économique et monétaire, emploi, politique sociale, éducation et formation, culture, santé publique, protection des consommateurs, Réseau transeuropéen de transport, industrie, politique de cohésion, recherche et développement, environnement, énergie, tourisme, protection civile, coopération administrative.

### Association des pays et territoires d'outre-mer
La quatrième partie (articles 198 à 204) décrit les relations entre l'Union européenne et certains territoires extra-européens liés au Danemark, à la France, aux Pays-Bas et au Royaume-Uni. Ces pays et territoires d'outre-mer ne doivent pas être confondus avec les régions ultrapériphériques qui, bien que situées loin du continent européen, font partie de l'Union.

### L'action extérieure de l'Union
La cinquième partie (articles 205 à 222) décrit notamment la politique commerciale commune, la coopération avec les pays tiers et l'aide humanitaire et les relations avec les pays et organismes internationaux tiers.
La politique européenne de sécurité et de défense est décrite dans le traité UE.

### Dispositions institutionnelles et financières
La sixième partie regroupe les dispositions relatives :
- aux institutions de l'Union (articles 223 à 287) : le Parlement européen, le Conseil européen, le Conseil de l'Union européenne, la Commission, la Cour de justice, la Banque centrale, la Cour des comptes ;
- aux actes et procédures juridiques de l'Union (articles 288 à 299) : règlements, des directives… ;
- aux organes consultatifs de l'Union (articles 300 à 309) ;
- aux finances de l'Union (articles 310 à 325) ;
- aux coopérations renforcées (articles 326 à 334).

### Dispositions générales et finales
La septième partie fonde la capacité juridique de l'Union et contient diverses dispositions générales et finales (articles 335 à 358).

### Protocoles, annexes et déclarations
Des protocoles, annexes et déclarations complètent le TFUE et le traité sur l'Union européenne. Aux termes de l'article 51 du traité sur l'Union européenne, les protocoles et annexes ont la même valeur juridique que le traité lui-même.

## Mémoire
Onze odonymes commémorent en France et en Belgique la signature du traité de Rome :
- allée du traité de Rome à Joué-lès-Tours (Indre-et-Loire) ;
- avenue du traité de Rome à Chatou (Yvelines), Conches-en-Ouche (Eure) et Saint-Pryvé-Saint-Mesmin (Loiret) ;
- place du traité de Rome à Lieusaint (Seine-et-Marne) ;
- rue du traité de Rome à Avignon (Vaucluse), Bailleul (Nord), Émerainville (Seine-et-Marne), Mions (Rhône), Pornic (Loire-Atlantique), Saint-Jean-de-Védas (Hérault) et en Belgique, Louvain-la-Neuve (Brabant wallon).

#### Texte du traité
- Version consolidée au 7 juin 2016 (site de l'Union européenne).
- Le traité instituant la Communauté européenne (version en vigueur antérieurement au 1er décembre 2009).
- Traité instituant la Communauté économique européenne (Rome, 25 mars 1957), Centre virtuel de la connaissance sur l'Europe (CVCE).

#### Autres liens
- 50e anniversaire des traités de Rome (site commémoratif).
- La signature des traités de Rome et la naissance de la CEE, documentaire radio de La Fabrique de l'histoire sur France Culture.

- Notice dans un dictionnaire ou une encyclopédie généraliste :   - Nationalencyklopedin
- Notices d'autorité :   - VIAF
  - GND
  - Espagne
  - Norvège